# Sant Josep d'Olp
Sant Josep d'Olp és una capella del poble d'Olp, en el terme municipal de Sort, a la comarca del Pallars Sobirà. Pertanyia a l'antic terme d'Enviny. És una obra inclosa a l'Inventari del Patrimoni Arquitectònic de Catalunya.

## Descripció
Petita ermita d'origen romànic, està situada a un llom que domina gran part de la vall del Noguera, Rialp i part de la Vall d'Assua. En concret és al cim del Serrat de Sant Josep, uns 975 metres en línia recta al nord-est del poble d'Olp.
La nau de planta rectangular romania oberta a l'exterior per un gran arc lleugerament rebaixat. Fa uns anys quant fou restaurada, es construí un mur que tancà la nau, deixant només una petita porta i dues obertures laterals una mica més reculades que l'esmentat arc.
L'aparell és de pedra pissarrosa petita. L'edifici està cobert amb un llosat a dues aigües.

## Història
Es tenen notícies de l'existència en aquest indret d'un antic castell.